# Piaggio P.149
Die Piaggio P.149 ist ein viersitziges, einmotoriges Leichtflugzeug des italienischen Herstellers Piaggio. Sie ist ein Ganzmetallflugzeug und bedingt kunstflugtauglich. Die Piaggio P.149 entstand Anfang der 1950er-Jahre als Weiterentwicklung der P.148 und wurde vornehmlich zivil oder militärisch als Schul-, Verbindungsflugzeug oder Reiseflugzeug eingesetzt.
Größter Nutzer des Flugzeugs war die deutsche Luftwaffe, die über 260 Exemplare des Flugzeugs beschaffte und diese von 1957 bis 1990 einsetzte. Auch die Luftstreitkräfte Österreichs, die israelischen Luftstreitkräfte sowie drei afrikanische Staaten setzten das Muster in ihren Luftwaffen ein. Die Schweizerische Luftverkehrsschule nutzte das Muster als Standardschulflugzeug für die Piloten der Swissair.
Während der militärischen Einsatzzeit in Deutschland zeigten sich teilweise erhebliche Mängel an diesem Flugzeug, die jedoch alle behoben wurden. Es gilt heute als gutmütig im Flugverhalten und technisch als zuverlässig.
Viele Piaggio P.149 gingen nach ihrer kommerziellen oder militärischen Nutzung wie andere Schul- oder Verbindungsflugzeuge in privaten Besitz über. Sie hat in Fliegerkreisen den Spitznamen „Pitschi“.

## Geschichte der Entstehung

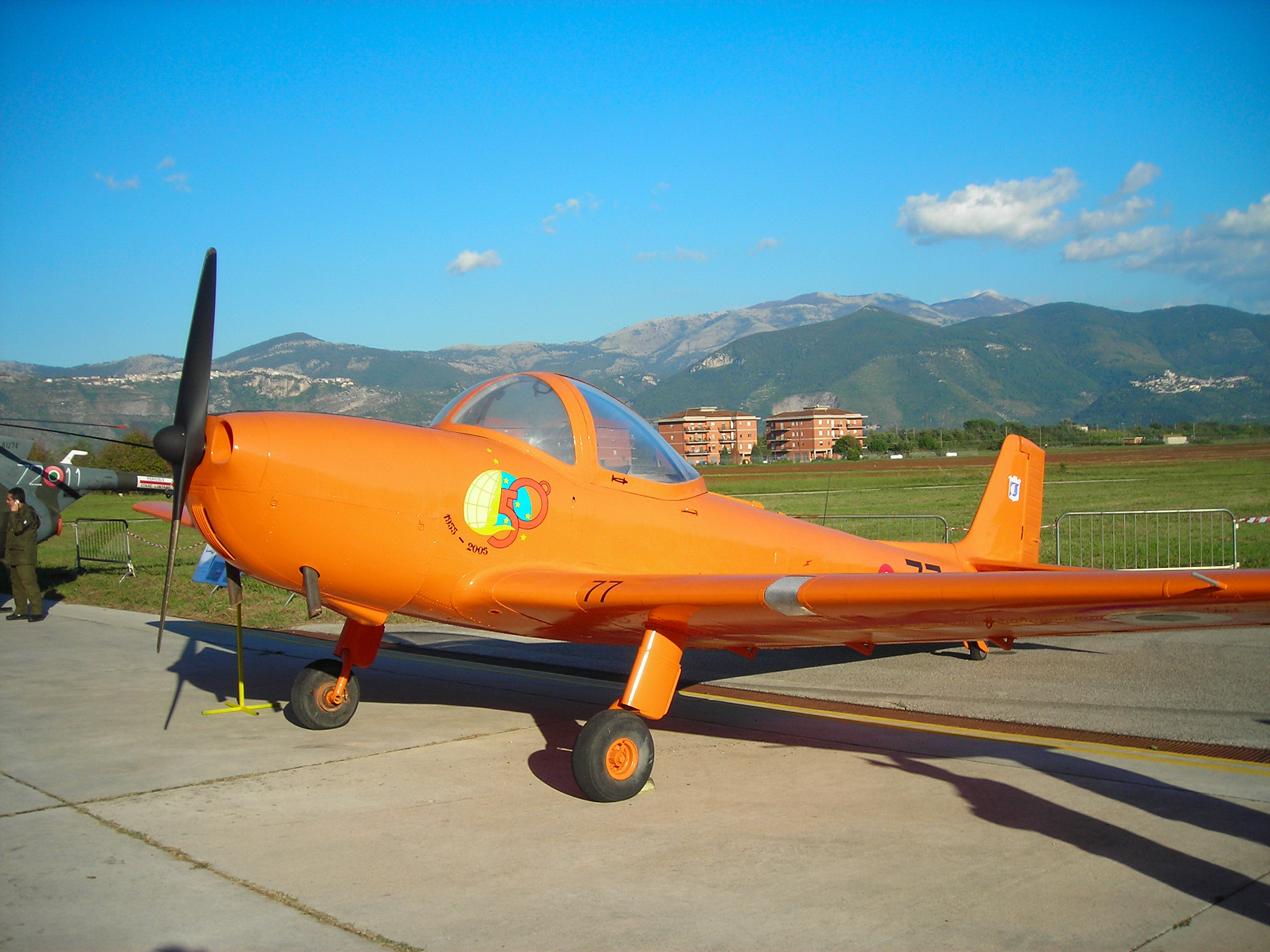
Die Piaggio P.148 ist das Vorgängermodell der P.149

Das Unternehmen Piaggio entwickelte zu Beginn der 1950er-Jahre ein zweisitziges Spornradflugzeug, das sich zur Anfänger- und Kunstflugschulung eignete. Nach rund sechs Monaten Entwicklungs- und Bauzeit wurde am 12. Februar 1951 der erste Prototyp unter der Bezeichnung P.148 fertiggestellt. Bei der P.148 handelte es sich wie beim Nachfolger um einen freitragenden Tiefdecker, der im Gegensatz zur P.149 über ein starres Spornradfahrwerk verfügte. Angetrieben wurde die P.148 von einem Lycoming O-435. Nach einer Erprobung orderte die italienische Luftwaffe 100 Stück des Musters.
Dieser Erfolg regte das Unternehmen Piaggio zu einer Weiterentwicklung der P.148 an. Im Zuge dessen wurde die Anzahl der Sitzplätze durch eine deutliche Vergrößerung der Kabine auf vier erhöht, das starre Spornradfahrwerk wich einem einziehbaren Bugradfahrwerk und die Motorleistung wurde durch den Einsatz des GO-480 auf 274 PS erhöht. Durch diese Änderungen entstand ein viersitziges, voll kunstflugtaugliches Reiseflugzeug, das am 19. Juni 1953 zum Erstflug abhob.

## Bauzeit, Produktionsstätten und Stückzahlen
Die P.149 absolvierte ihren Jungfernflug am 19. Juni 1953. Wann und wo die letzte P.149 produziert wurde, kann aus Literaturangaben nicht mit Sicherheit nachvollzogen werden.
Die P.149 wurde in verschiedenen Versionen in Italien bei Piaggio in Genua gefertigt.
Von den insgesamt 265 für die Bundeswehr bestellten Maschinen der Variante P.149D wurden 75 bei Piaggio selbst und 190 Exemplare bei Focke-Wulf in Bremen in Lizenz gefertigt. Letztere erhielten den Zusatzbuchstaben „FW“ für Focke-Wulf vor der Musterbezeichnung  – also FWP.149D. Die erste bei Focke-Wulf gebaute Maschine verließ Ende 1957 die Produktionshallen, das Ende der Lizenzfertigung liegt mit großer Wahrscheinlichkeit zwischen 1960 und 1963. 1965 war die Fertigung sicher beendet, da Jane’s 1965/66 die P.149D nicht mehr aufführt.
Die Quellen machen keine Angaben über die Gesamtproduktionszahlen, sind sich aber darüber einig, dass die Bundesluftwaffe mit Abstand der größte Abnehmer des Flugzeugs war, wobei auch hier die Abnahmezahlen zwischen 262, 265 und 266 variieren.

## Konstruktion

### Konstruktionsform und Kunstflugtauglichkeit

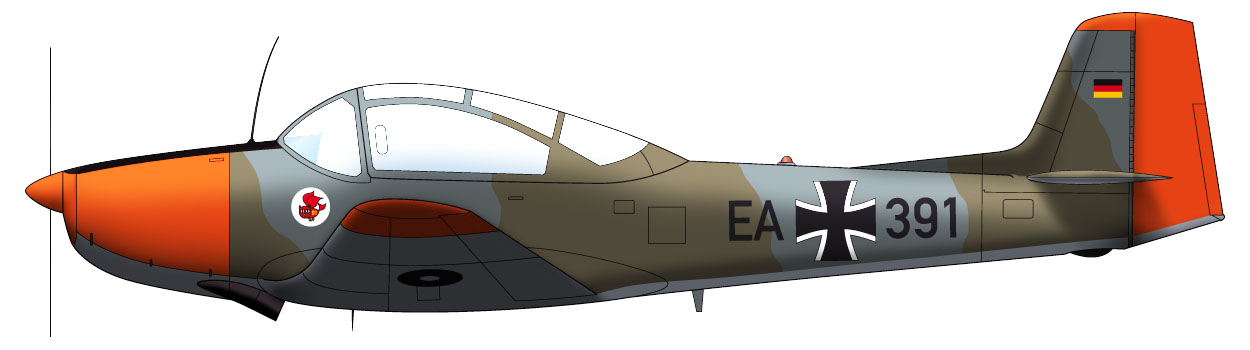
Gezeichnete Seitenansicht einer P.149 der Bundesluftwaffe

Das Flugzeug ist ein freitragender Tiefdecker und wurde aus Leichtmetall in Ganzmetallbauweise hergestellt. Das Flugzeugmuster ist viersitzig, wobei je zwei nebeneinander liegende Sitze hintereinander in einer geschlossenen Kabine angeordnet sind. Der Führersitz ist vorne links. Das Flugzeug besitzt Doppelsteuer, ist also sowohl vom linken als auch vom rechten Sitz steuerbar. Das Fahrwerk ist als Bugfahrwerkskonstruktion ausgelegt und elektrisch einziehbar. Das Flugzeug verfügt über Landeklappen. Die P.149 ist bedingt kunstflugtauglich, sofern ein zulässiges Gesamtgewicht von 1470 kg nicht überschritten wird und das Flugzeug mit maximal zwei Personen besetzt ist. Der konventionell konstruierte Motor schränkt die Kunstflugtauglichkeit aufgrund seiner Nasssumpfschmierung jedoch ein, da er permanent auf ausreichend Motoröl in der Ölwanne angewiesen ist. Das Fliegen in Rückenlage ist deshalb nur für wenige Sekunden möglich, da sich sonst zu wenig Öl in der Ölwanne befindet und der Motor durch Mangelschmierung beschädigt werden kann.
Siehe dazu auch: Technische Daten

### Motorisierung

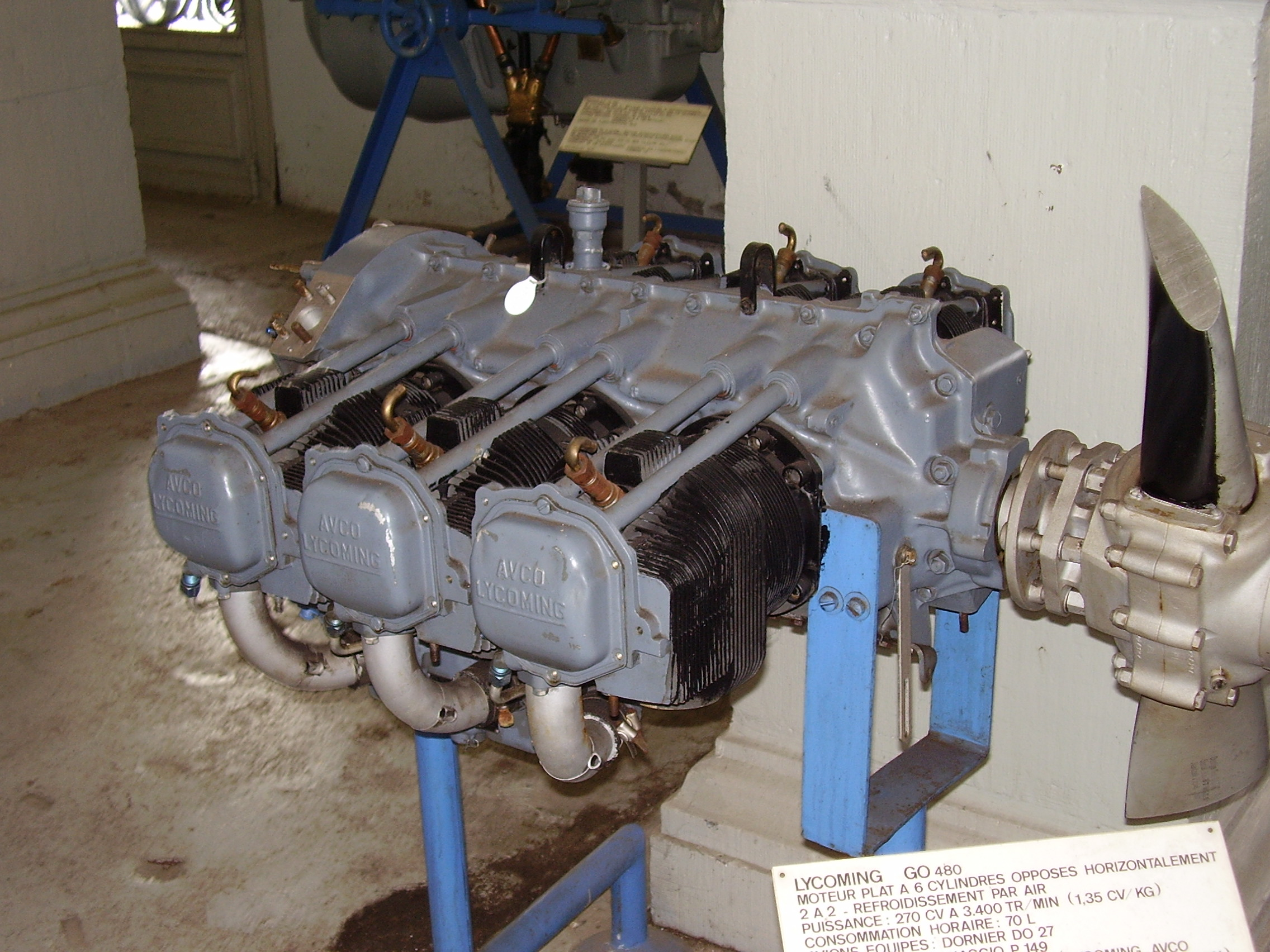
Ein GO-480 im Musée Royal de l’Armée in Brüssel

Die P.149 ist mit einem Triebwerk des US-amerikanischen Herstellers Lycoming ausgestattet. Es handelt sich um einen Sechszylinder-Boxermotor mit Untersetzungsgetriebe des Typs GO-480. In der Typenbezeichnung des Motors ist die Bauart durch die Kennbuchstaben G für geared (englisch für „mit Getriebe“) und O für opposed (engl. für „gegenüberliegend“, Boxerbauweise) sowie der Hubraum in Kubikzoll dargestellt. Der Motor verfügt somit über 480 Kubikzoll, also rund 7,8 Liter Hubraum und leistet bei 3400/min 274 PS. Die zulässige Dauerleistung des Motors liegt bei 264 PS, wobei der Kraftstoffverbrauch dann bei rund 60 Litern pro Stunde liegt. Dieser Motor wurde auch in der Dornier Do 27 eingesetzt, wodurch die Stückzahlen dieses Motors bei der Bundeswehr anstiegen. Daher wurde der Motor seinerzeit bei BMW in Lizenz gefertigt.
Auch Piaggio hatte eine Lizenz zum Fertigen des Motors.

### Schwachpunkte der Konstruktion
Während des Betriebes der P.149 wurden erhebliche Konstruktionsmängel offensichtlich. Diese betrafen vor allem das Fahrwerk und die Tragflächenaufhängung. Manche Mängel waren so gravierend, dass zeitweise der gesamte Flugzeugbestand mit Startverbot belegt wurde.
Infolge einer Notlandung mit eingezogenem Fahrwerk wurde das betroffene Flugzeug zerlegt und auf Mängel untersucht. Dabei fielen dem zuständigen Personal deformierte vordere Flügelanschlussbolzen auf. Im Anschluss wurde der gesamte Flugzeugbestand auf diesen Mangel hin untersucht und mehrfach die gleiche Beschädigung festgestellt. Durch den Einsatz von Bolzen mit höherer Festigkeit konnte der Mangel 1960 an allen Flugzeugen behoben werden.
Im Betrieb des Flugzeugs fanden auffällig oft Bauchlandungen statt, da sich das Fahrwerk häufig nicht ausfahren ließ. Auch die Notvorrichtung zum Ausfahren des Fahrwerks versagte in diesen Fällen. Als Ursache für dieses Schadensbild stellte sich ein Kreuzgelenkbolzen der Fahrwerksspindel heraus. Um das Problem zu beseitigen, wurde der Bolzen größer dimensioniert und an allen Flugzeugen des Typs getauscht.
Ein weiterer Schwachpunkt sind die Trudeleigenschaften der P.149. Das Flugzeug ist zwar schwer ins Trudeln zu bringen, muss aber, einmal ins Trudeln gebracht, innerhalb weniger Trudelumdrehungen wieder ausgeleitet werden. Wird das Trudeln nicht zügig beendet, neigt die P.149 dazu, in das Flachtrudeln überzugehen, aus dem sich das Flugzeug kaum wieder herausbringen lässt. Diesem Schwachpunkt wurde mit genauen Symmetrievermessungen und gegebenenfalls Einstellung begegnet, was die Neigung zum Flachtrudeln erheblich verminderte.
Der Flugzeugtyp gilt heute als Flugzeug mit einem gutmütigen Flugverhalten und technisch als zuverlässig.

## Modelle
Die Grundversion der P.149 wurde entsprechend den Wünschen der Auftraggeber modifiziert und mit einem zugehörigen Kennbuchstaben versehen. Zu den Versionen gehörten die P.149D als Version für die deutsche Bundeswehr, die P.149E, für die schweizerische Luftverkehrsschule und die P.149U für die ugandische Luftwaffe.
Eine Sonderrolle nimmt die FWP.149D ein, bei der es sich um einen deutschen Lizenzbau der P.149D handelt. Siehe dazu auch Abschnitt: Bauzeit, Produktionsstätten und Stückzahlen.

## Sportliche Erfolge
Im Jahre 1954 gewann Adolf Galland mit seinem Kopiloten Eduard Neumann den italienischen Flugwettbewerb Giro Aereo d’Italia auf einer P.149. Zu diesem Zeitpunkt war Galland gerade aus Argentinien zurückgekehrt und für deutsche Luftfahrtunternehmen tätig geworden. Es ist daher naheliegend, dass der Sieg bei diesem Wettbewerb und Gallands Tätigkeiten einen direkten Einfluss auf die Entscheidung der Bundeswehr hatte, die P.149 als neues Schul- und Verbindungsflugzeug zu wählen.

## Nutzung
Die P.149 wurde in ihren verschiedenen Versionen vor allem zur Anfängerschulung und als Verbindungsflugzeug eingesetzt. Dies umfasste sowohl zivile, als auch militärische Nutzung in verschiedenen Nationen.

### Deutschland

#### Zivile Nutzung
Die private Nutzung des Flugzeugs war und ist eher selten, da die Betriebskosten der P.149 deutlich über dem Niveau von in Deutschland üblichen Sportflugzeugen, wie zum Beispiel einer Robin DR 400 oder einer Cessna 172, liegen. Dennoch befinden sich heute noch viele P.149 in Deutschland in privater Hand und werden auch geflogen.

#### Militärische Nutzung

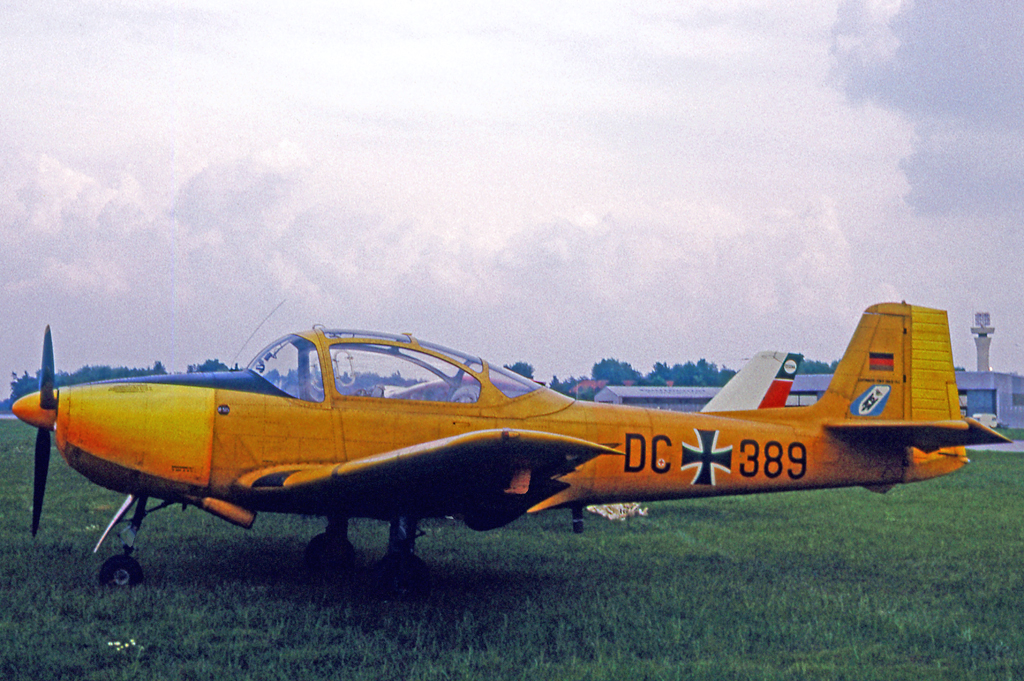
Eine P.149D in der orangefarbenen Schulflugzeuglackierung der Bundeswehr (1966)

Bei der Suche nach einem geeigneten Schulflugzeug für die Bundeswehr setzte sich die P.149 im Jahre 1956/57 in einem Vergleichsfliegen gegen die Saab 91 Safir und die Beechcraft T-34, eine militärische Variante der Beechcraft Bonanza, durch. Es ist heute davon auszugehen, dass die P.149 sich gegenüber den Vergleichsmustern unter anderem wegen des großen Platzangebots durchsetzen konnte, da das Flugzeug bei der Marine und bei der Luftwaffe auch als Verbindungsflugzeug eingesetzt werden sollte. Im Mai 1957 lieferte Piaggio das erste von 72 georderten Flugzeugen an die Luftwaffe aus. Wenigstens 190 Flugzeuge wurden bei Focke-Wulf in Bremen in Lizenz gefertigt.
Die Flugzeugführerschule „S“ (FFS„S“), die ab 1978 in das Lufttransportgeschwader 62 überging, war die erste Nutzereinheit der P.149 in der Bundeswehr. Die angehenden Flugzeugführer hatten zum Zeitpunkt des Eintretens in die FFS"S" bereits ein Auswahlverfahren hinter sich gebracht und erhielten nun 120 Flugstunden auf der P.149. Bei den Flugstunden handelte es sich zunächst um eine Einweisung auf das Muster, auf die Kunstflug, Tagnavigationsflüge, Instrumentenflüge, Nachtflüge, Überlandflüge und Schlechtwetterflüge folgten. Danach fanden die Schulungsflüge in einem Prüfungsflug ihren Abschluss.
Bis zum März 1959 wurden die Ausbildungsgruppen der FFS"S", die bis dahin auf dem Flugplatz Memmingen stationiert waren, auf verschiedene Flugplätze verteilt, zu denen auch der Fliegerhorst Diepholz gehörte. Dort studierten vier Fluglehrer ein Kunstflugprogramm für die Öffentlichkeit ein. Im Rahmen der Vorführungen fanden zunächst Verbands- und Formationsflüge mit vier P.149 statt, danach eine Solovorführung mit einer metallisch blank polierten P.149 aus der Formation. Nachdem am 19. Juni 1962 vier Starfighter der Bundeswehr bei einer Übung für eine Flugvorführung über Nörvenich abstürzten und dabei vier Todesopfer zu beklagen waren, wurden in der Bundeswehr sämtliche Kunstflugaktivitäten untersagt – auch die mit der P.149.
Ein weiterer Einsatzort der P.149 war ab dem 10. Mai 1961 das Fluganwärterregiment (FlAnwRgt) auf dem Fliegerhorst Uetersen. Das Fluganwärterregiment führte die Prüfungen der Fluganwärter bis dahin auf der Piper L18C durch. Hier wurden auch afrikanische Piloten im Zuge von Wirtschaftshilfe auf der P.149D geschult.
Im Jahre 1963 tauschte die Flugdienststaffel der Technischen Schule der Luftwaffe 1 ihre bis dahin verwendeten Harvard Mk. IV gegen die Piaggio P.149. Die Aufgabe der P.149 bestand bei dieser Flugdienststaffel darin, Ziele für Trainingszwecke von Fernmeldepersonal darzustellen.

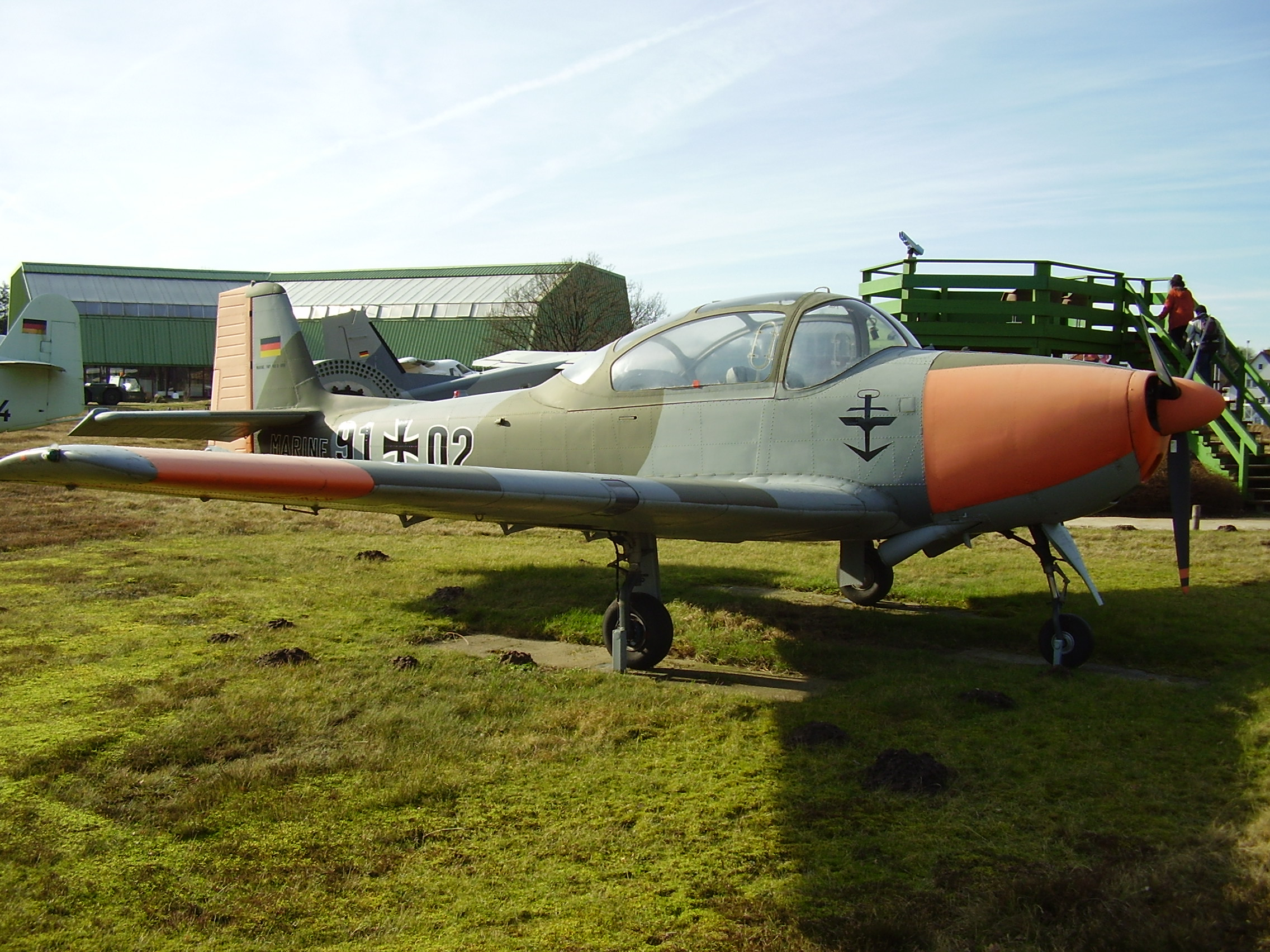
P.149 der Marineflieger, ausgestellt im Aeronauticum

Auch die Marine verwendete zwölf Maschinen des Typs P.149. Diese wurden bei der Marine-Dienst- und Seenotstaffel, beziehungsweise dem Marinefliegergeschwader 2 und Marinefliegergeschwader 3 „Graf Zeppelin“ eingesetzt.
Das Flugzeug wurde an vielen weiteren Einsatzorten der Bundeswehr geflogen und zog mit seinen Staffeln regelmäßig um. Da viele Ausbildungsschritte der Bundeswehr in die Vereinigten Staaten verlagert oder anderweitig ausgelagert wurden, wurden die P.149 bereits ab 1972 von der Bundeswehr über die Vebeg GmbH veräußert. Beim Verkauf wurden Sportgruppen der Bundeswehr gegenüber privaten Interessenten bevorzugt behandelt. Im Rahmen von Wirtschaftshilfe erhielten auch Nigeria und Uganda Flugzeuge dieses Typs von der Bundeswehr.
Am 31. März 1990 wurde die P.149 bei der Bundeswehr offiziell außer Dienst gestellt. Zu diesem Zeitpunkt war sie das älteste Flugzeug der Luftwaffe.

### Israel
In den 1960er-Jahren unterstützte Israel mehrere afrikanische Staaten, zu denen auch Uganda gehörte, beim Aufbau ihrer Luftwaffen. Im Jahre 1968 endete die Kooperation mit Uganda, das im Zuge des Aufbaus der Luftwaffe einige P.149 angeschafft hatte. Mit Beendigung der Kooperation wurden vier ugandische P.149 nach Israel verkauft. Dort dienten sie als leichte Transport- und Verbindungsflugzeuge, behielten die ugandische Lackierung, trugen aber israelische Hoheitszeichen. Im Jahre 1971 stellte die israelische Luftwaffe die P.149 außer Dienst. Eines der vier Flugzeuge war zu diesem Zeitpunkt bereits durch einen Unfall zerstört worden, die verbliebenen Exemplare wurden nach Übersee verkauft.

### Österreich
Die österreichischen Luftstreitkräfte nutzten eine P.149D von 1958 bis 1965.

### Nigeria
Im Jahre 1962 stimmte die nigerianische Nationalversammlung dem Aufbau einer landeseigenen Luftwaffe zu. Am Aufbau waren diverse Staaten beteiligt, vor allem aber die Bundesrepublik Deutschland, die 1963 den Vertrag zum Aufbau der nigerianischen Luftwaffe unterzeichnete. Neben Personal, Ausbildung und Material gehörten auch 14 Piaggio P.149D für die Anfängerschulung zum Vertragsumfang.

### Tansania
Die Luftwaffe dieses Landes erhielt 1965 im Rahmen eines Kooperationsprogramms mit der Bundesrepublik Deutschland acht Flugzeuge des Typs P.149.

### Uganda
Die Luftwaffe von Uganda erhielt drei Flugzeuge mit der Bezeichnung P.149U, die eine militärische Abwandlung der P.149 war. Außerdem gab es Flugzeuglieferungen der Bundesrepublik Deutschland im Rahmen von Wirtschaftshilfen an Uganda. Wie viele Flugzeuge im Rahmen dieser Wirtschaftshilfe geliefert wurden und ob es sich dabei um die drei Flugzeuge mit der Bezeichnung P.149U handelte, bleibt dabei offen.

### Schweiz

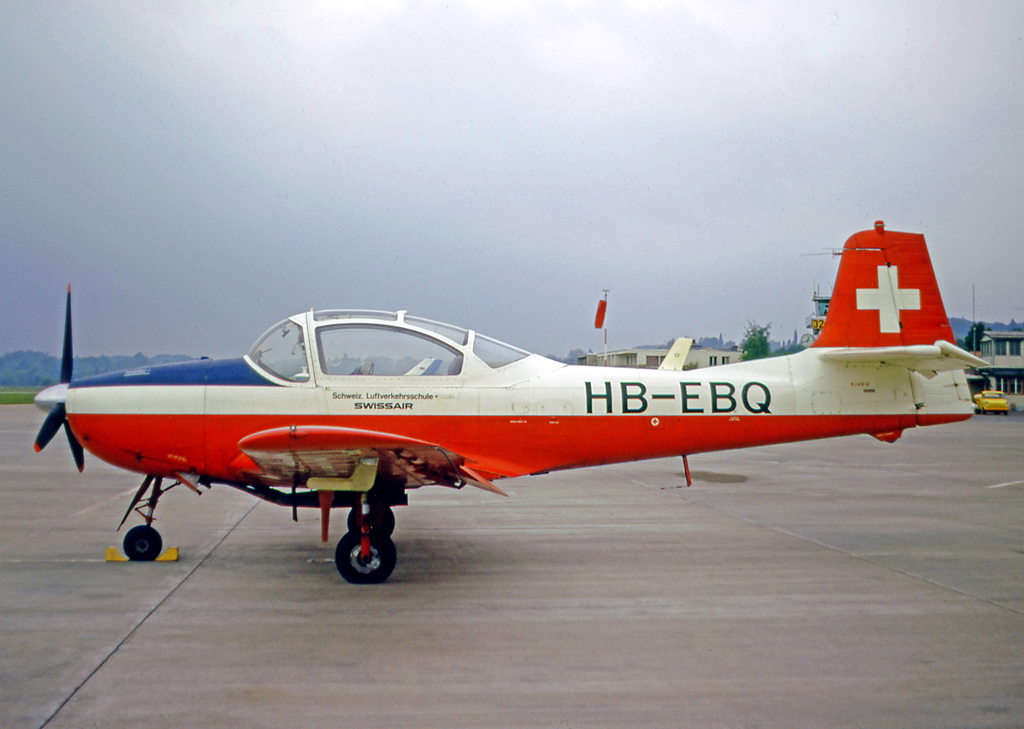
P.149 der SLS im Jahre 1973

Die Schweizerische Luftverkehrsschule (SLS) suchte am Ende der 1950er- bzw. Anfang der 1960er-Jahre nach einem neuen Standardschulflugzeug. Aus der Überprüfung verschiedener Muster durch erfahrene Fluglehrer ging die P.149 als Sieger nach Punkten hervor, woraufhin die SLS bei Piaggio mehrere Flugzeuge bestellte. Am 20. April 1961 wurde die erste von fünf P.149E aus Italien in die Schweiz überführt. Bis zum 23. September 1965 waren alle in Italien bestellten Flugzeuge geliefert. Zwischen 1970 und 1991 wurden sieben weitere Flugzeuge des Musters P.149D von Focke-Wulf an die SLS geliefert. Die SLS setzte das Muster als Standardschulflugzeug für die Piloten der Swissair ein. Die letzten bei der SLS im Betrieb befindlichen P.149 wurden 1997 ausgemustert.

## Zwischenfälle
Die hier genannten Zwischenfälle erheben keinen Anspruch auf Vollständigkeit.

### Militärische Zwischenfälle der Bundeswehr

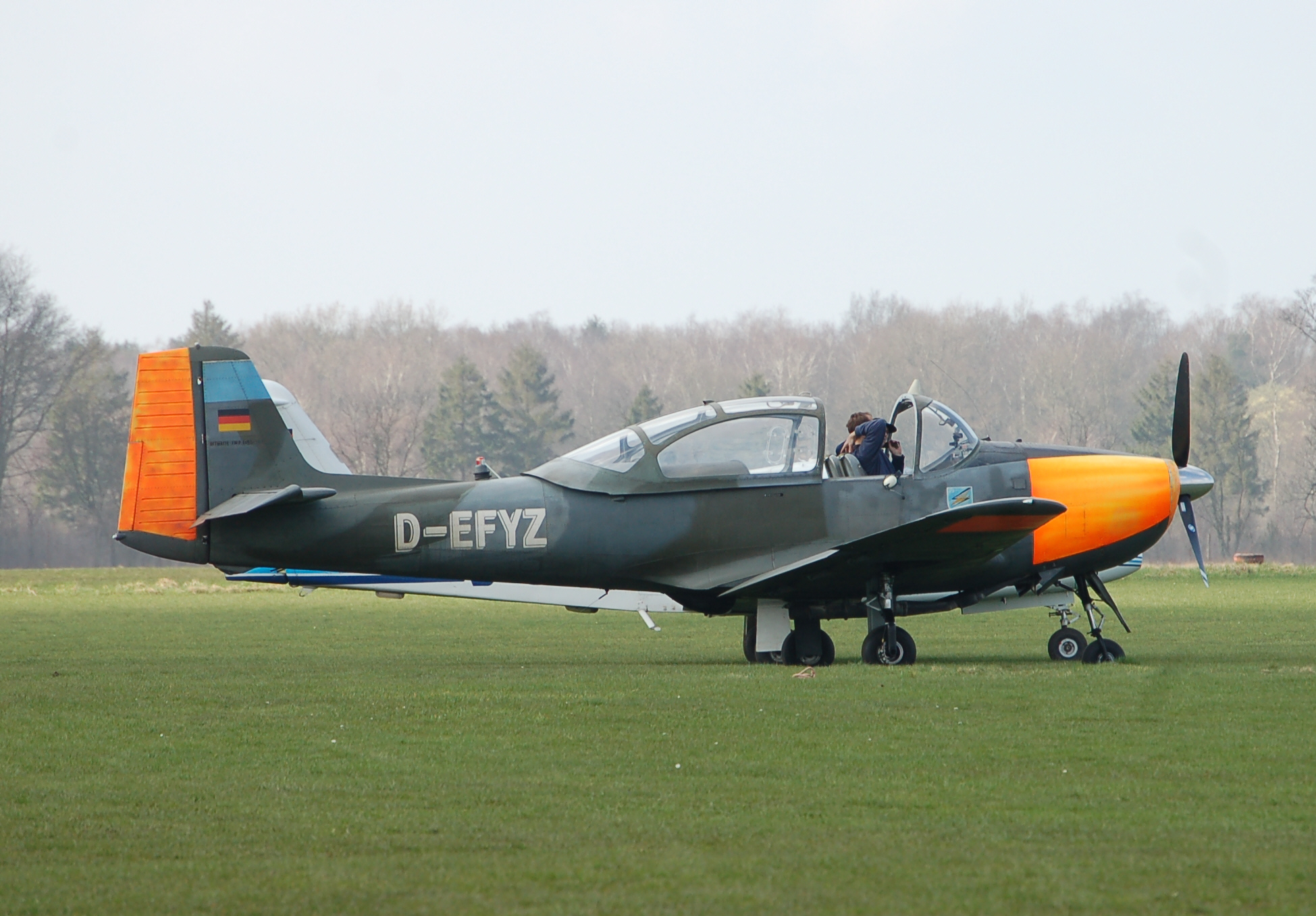
In Privatbesitz befindliche P.149D in Bundeswehrlackierung

Im Folgenden werden die militärischen Zwischenfälle in der Einsatzzeit der P.149D bei der Bundeswehr gelistet, soweit sie bekannt sind. Dabei sollte es nicht verwirren, wenn in der Auflistung auch zivile Luftfahrzeugkennzeichen erscheinen, da die Schulungsmaschinen teilweise bei der Verkehrsfliegerschule der Lufthansa zugelassen waren.
- Am 13. August 1958 verunglückte die DAA+392 in Nörvenich, wobei vier Insassen verletzt wurden.
- Am 25. Juli 1958 wurden bei einer Notlandung mit der AS+464 bei Wüstenbruck nahe Ansbach zwei Luftfahrzeugführer leicht verletzt.
- Am 5. September 1958 hatte die BA+394 eine folgenschwere Bodenberührung, bei der der Luftfahrzeugführer getötet und drei Passagiere verletzt wurden.
- Am 30. Juni 1959 verunglückte die BA+391 im Manyas-See in der Türkei. Dabei wurden drei Personen leicht verletzt.
- Am 17. August 1959 hatte die DB+392 Bodenberührung am Boßler, wobei eine Person getötet wurde.
- Am 14. Juli 1960 verunglückte die AS+424 bei Diepholz, wobei zwei Luftfahrzeugführer schwer verletzt wurden.
- Am 18. Januar 1962 starben zwei junge Flugzeugführer in der JC+389 infolge einer Baumberührung am Dörenberg bei Bad Iburg.
- Am 10. April 1963 musste die DF+391 bei Lingen (Ems) notlanden.
- Am 30. Juni 1964 stürzte die D-EFDI in die Elbe. Der Flugzeugführer kam dabei ums Leben.
- Am 29. März 1965 stürzte die BF+411 bei Blöcktach ab. Der Flugzeugführer kam dabei ums Leben.
- Am 13. Juni 1965 kamen vier Insassen der EA+392 in Niederschönenfeld bei einem Absturz ums Leben.
- Am 16. Januar 1968 kollidierte die D-EJCO in der Nähe des Flughafens Bremen mit einer Lockheed C-140. Die beiden Flugzeugführer der P.149D kamen bei dem Unfall ums Leben. Die C-140 konnte in Bremen notlanden.[25]
- Am 8. Mai 1968 kollidierten zwei P.149D bei Tutzing. Der Flugzeugführer der 91+06 verunglückte dabei tödlich, während die 91+67 auf einem Feld notlanden konnte und die Insassen verletzt wurden.
- Am 15. Mai 1968 musste die 91+87 in Frankreich notlanden, wobei die drei Insassen verletzt wurden.
- Am 21. September 1968 kam der Pilot der 90+90 nach einem Absturz bei Bernbach ums Leben.
- Am 9. Mai 1969 kollidierte die 91+97 bei Filmaufnahmen mit einem Lastfallschirm, der bei Forstwiesen aus einer Transall C-160 abgesetzt wurde. Der Luftfahrzeugführer und zwei Kameramänner kamen ums Leben.
- Am 19. April 1970 stürzte die 90+61 bei Karlsruhe nach einer Baumberührung ab. Die beiden Luftfahrzeugführer und der Redakteur einer Lokalzeitung kamen dabei ums Leben.
- Am 1. Juli 1970 stürzte die 92+26 in Rudingshain im Vogelsberg ab. Ein Insasse wurde getötet, zwei weitere verletzt.
- Am 1. Juni 1978 wurden zwei Insassen der 91+44 in Kaufbeuren getötet.

### Zivile Zwischenfälle

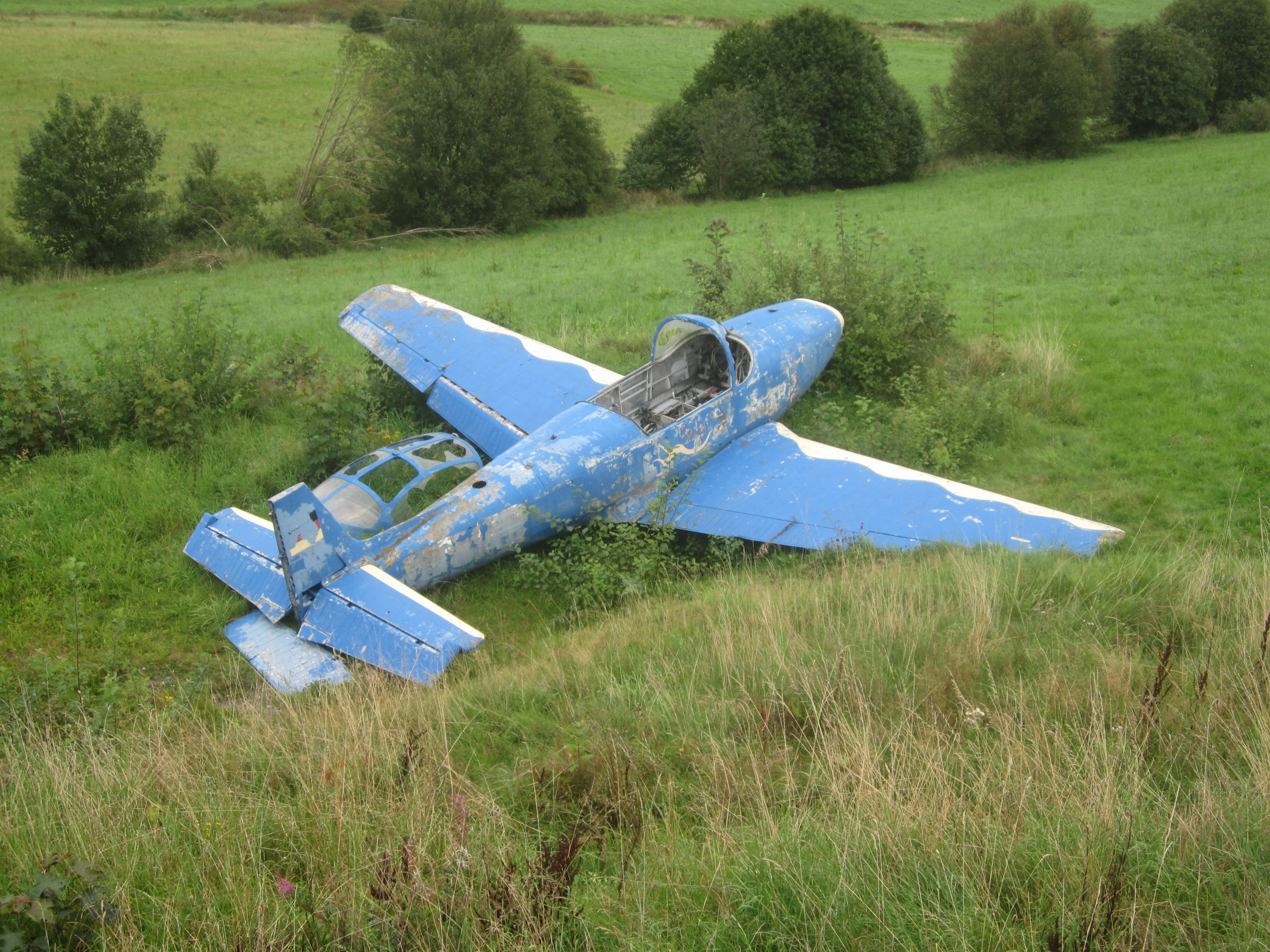
Flugzeugwrack einer Piaggio P.149

- Am 27. April 2008 kamen beide Insassen einer P.149D beim Landeanflug auf den Sonderlandeplatz Torgau-Beilrode ums Leben, nachdem das Flugzeug im Bereich des linken Queranflugs aus geringer Höhe nach links abgekippt war. Zuvor nahmen Zeugen unregelmäßigen Motorlauf des Flugzeugs wahr.[26]
- Am 4. Juli 2021 stürzte eine FWP.149D aus noch ungeklärter Ursache auf dem Weg vom New Braunfels Regional Airport zum Skylark Field in Killeen (Texas) in der Nähe des Zielflughafens ab. Der Pilot kam dabei ums Leben.[27][28]

## Besonderheiten

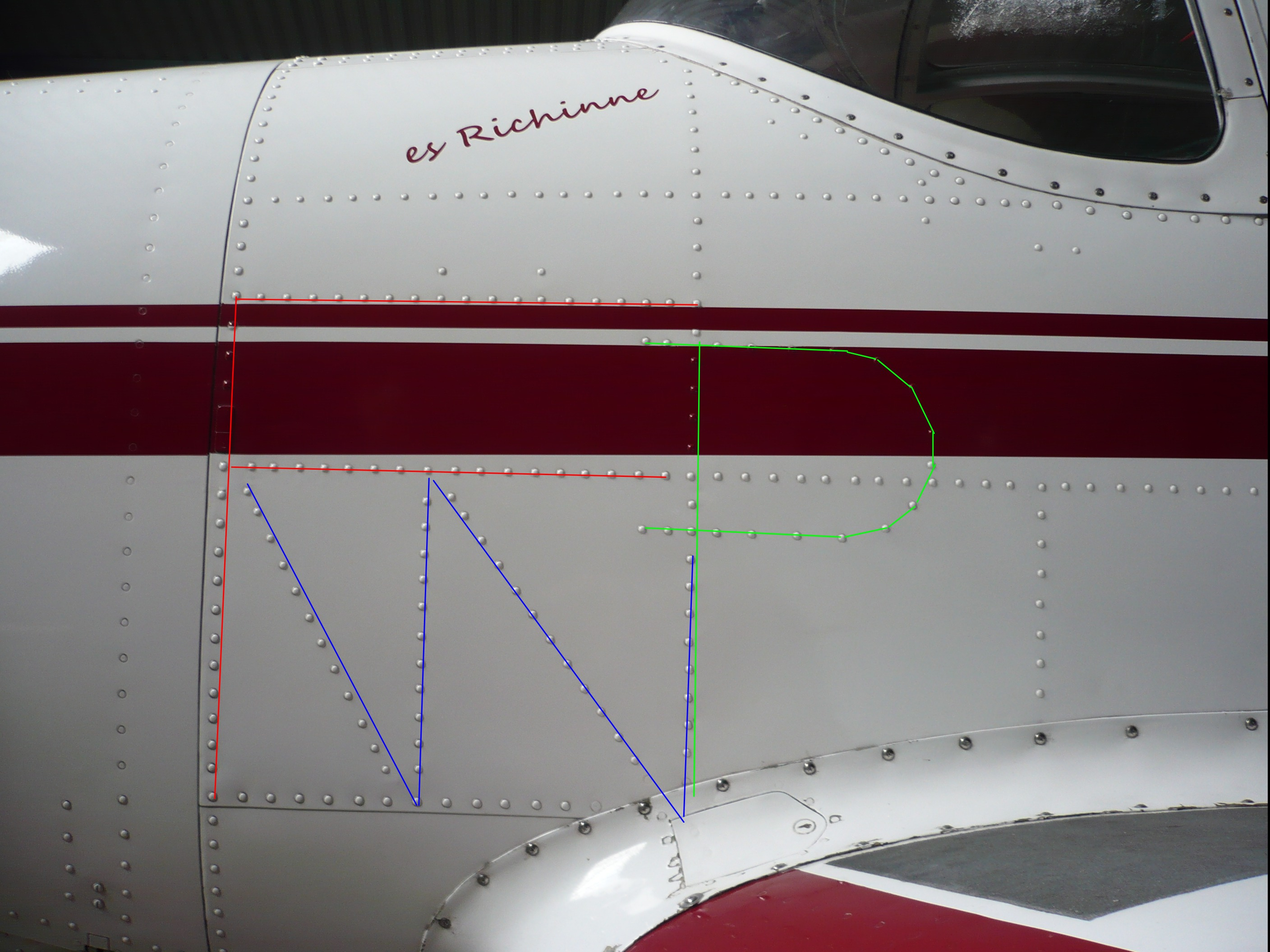
Die besondere Vernietung einer FWP.149D mit bunter Hervorhebung der Buchstaben „FWP“

Die bei Focke-Wulf in Bremen in Lizenz gebauten Versionen FWP.149D weisen als eindeutiges Unterscheidungsmerkmal zu den italienischen Originalversionen der P.149 eine spezielle Vernietung am Rumpf auf. Hier wurden die Buchstaben „FWP“ ineinander verschachtelt in den Rumpf genietet. Die Buchstaben stehen für Focke-Wulf Piaggio.
In Pilotenkreisen hat das Flugzeug den Spitznamen „Pitschi“, wobei die Diktion des Spitznamens (Piggi) oft an den Herstellernamen angelehnt ist. Bei der Aussprache von „Pitschi“ wird das „t“ meist weich, und das „sch“ meist stimmhaft gesprochen (Pidji). Je nach Quelle variieren die Schreibweisen teils erheblich.

## Technische Daten

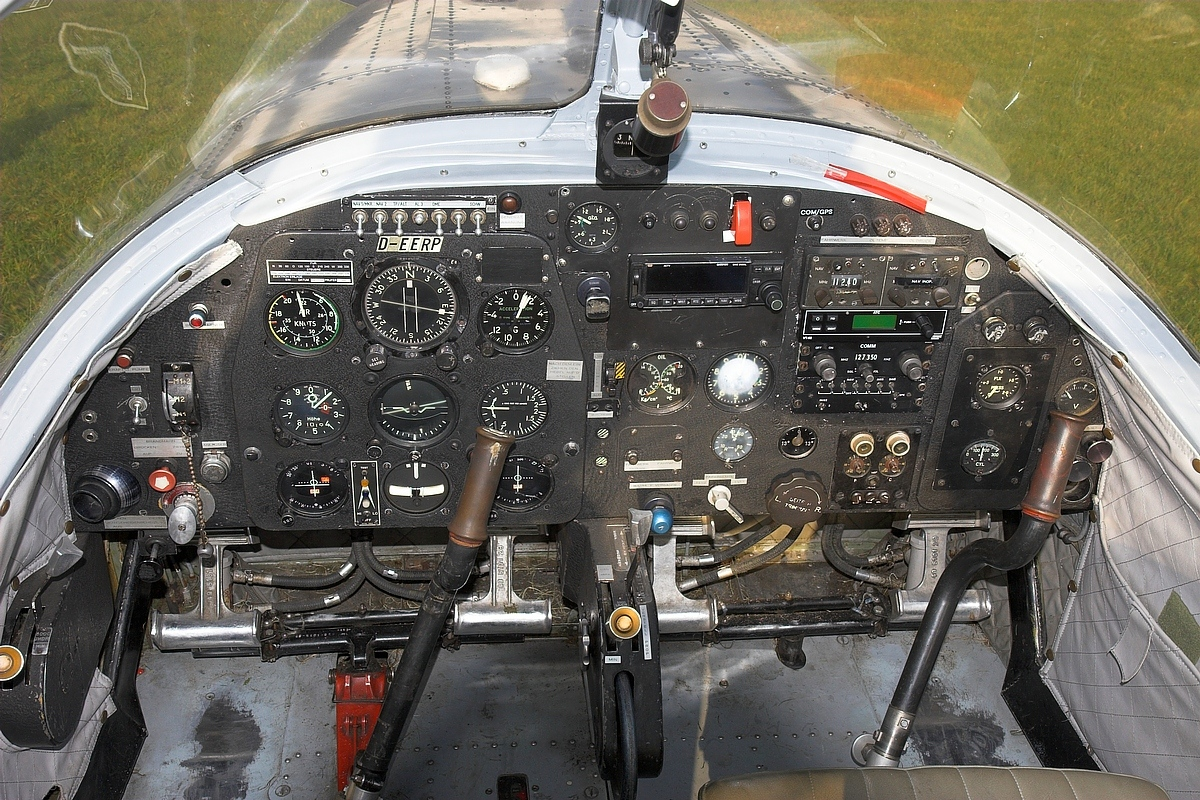
Cockpit einer FWP.149D

| Kenngröße                                           | Daten der FWP.149D                                 |
| --------------------------------------------------- | -------------------------------------------------- |
| Besatzung                                           | ein bis vier Personen                              |
| Länge                                               | 8,78 m                                             |
| Spannweite                                          | 11,12 m                                            |
| Höhe                                                | 3,00 m                                             |
| Flügelfläche                                        | 18,81 m²                                           |
| Flügelstreckung                                     | 6,6                                                |
| Radabstand Bugrad-Hauptfahrwerk                     | 2,00 m                                             |
| Leermasse                                           | 1160 kg                                            |
| max. Startmasse                                     | 1820 kg                                            |
| Startmasse Kunstflug                                | 1470 kg                                            |
| Motortyp                                            | ein Avco Lycoming GO-480-B1A6                      |
| Luftschraube                                        | Dreiblatt-Verstellluftschraube Piaggio P.1033G/4DA |
| Motorleistung                                       | 201 kW (274 PS)                                    |
| Höchstgeschwindigkeit in Meereshöhe                 | 303 km/h                                           |
| Höchstgeschwindigkeit in 3000 m                     | 272 km/h                                           |
| Dienstgipfelhöhe                                    | 5380 m                                             |
| Normale Reichweite                                  | 1050 km                                            |
| Startstrecke in 305 m, 5 °C, 1600 kg                | 525 m                                              |
| Landestrecke in 610 m, 18,5 km/h Gegenwind, 1500 kg | 530 m                                              |
| Kraftstoffvorrat                                    | 236 l davon 5 nicht ausfliegbar                    |

## Vergleichbare Flugzeugtypen

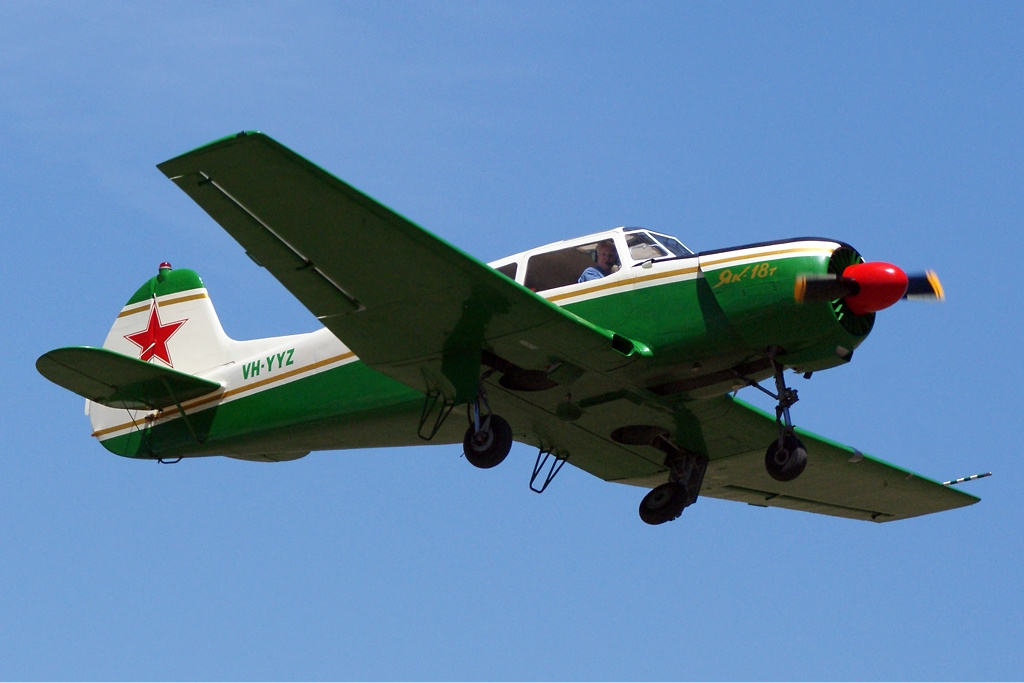
Jak-18T im Vorbeiflug mit teilweise ausgefahrenem Fahrwerk

Mit der Piaggio P.149 lässt sich die Jakowlew Jak-18T vergleichen. Sie ist neben der P.149 eines der wenigen viersitzigen voll kunstflugtauglichen Flugzeuge. Auch das Alter, die Triebwerksleistungen und die Gesamtauslegung mit einziehbarem Bugfahrwerk und Sitzplatzanordnung sind vergleichbar. Ein nennenswerter Unterschied besteht in der Reisegeschwindigkeit, die bei der P.149 deutlich höher liegt. Die Jak-18T weist im Gegenzug eine deutlich kürzere Start- und Landestrecke auf.
Ebenfalls wird die Pilatus P-3 gerne als Vergleichsmuster herangezogen. Die P-3 gleicht der P.149 sowohl im Erscheinungsbild als auch in der Grundkonzeption als freitragender Tiefdecker mit einziehbarem Bugfahrwerk. Signifikantester Unterschied ist die Anzahl und Anordnung der Sitzplätze. Während die Piaggio P.149 durch ihre vier Sitzplätze auch als Verbindungsflugzeug herangezogen wurde, diente die Pilatus P-3 als Zweisitzer mit hintereinander angeordneten Sitzen vor allem als Schulflugzeug für zukünftige Piloten von Kampfflugzeugen mit Strahltriebwerk.